# Buwun Mas
Buwun Mas is een bestuurslaag in het regentschap West-Lombok van de provincie West-Nusa Tenggara, Indonesië. Buwun Mas telt 11.951 inwoners (volkstelling 2010).